# (21684) Alinafiocca
(21684) Alinafiocca – planetoida z pasa głównego asteroid okrążająca Słońce w ciągu 3,79 lat w średniej odległości 2,43 j.a. Została odkryta 4 września 1999 roku w obserwatorium Anza przez Myke’a Collinsa i Minora White’a. Nazwą planetoidy odkrywcy uhonorowali Alinę Fioccę (ur. 1994) – dziewczynkę cierpiącą na zespół Downa, mieszkającą w Aliso Viejo w Kalifornii.